# Specials (album)
 (novembre 2021).
Si vous disposez d'ouvrages ou d'articles de référence ou si vous connaissez des sites web de qualité traitant du thème abordé ici, merci de compléter l'article en donnant les références utiles à sa vérifiabilité et en les liant à la section « Notes et références ».
Albums de The Specials
More Specials
(1980)
Specials (ou The Specials) est le premier album du groupe The Specials daté de 1979. Il est produit par Elvis Costello. Le morceau Too Much Too Young atteint la première place des charts britanniques contribuant au succès de l'album.
Il fait partie de la liste des 1001 Albums You Must Hear Before You Die (2006).
Plusieurs chansons sont des reprises de standards du ska jamaïcain ; trois sont de Prince Buster, trois autres sont de Dandy Livingstone, Toots and the Maytals et sir Coxsone. Do The Dog est un classique du rhythm and blues signé Rufus Thomas. Les autres titres sont des compositions de Jerry Dammers avec les autres membres du groupe.

## Personnel
| The Specials - Terry Hall – chant - Neville Staple – chant - Lynval Golding – guitare rhythmique, chant - Roddy Radiation (Roderick Byers) – guitare solo, chant - Jerry Dammers – claviers - Horace Panter – basse - John Bradbury – batterie | Invités - Rico Rodriguez – trombone - Dick Cuthell – cor - Chrissie Hynde – chant sur Nite Klub Technique - Dave Jordan - ingénieur du son - Carol Starr, Chalkie Davies - design de la pochette |

## Titres
| A1. | A Message to You Rudy   | Dandy Livingstone                               | 2:53 |
| A2. | Do the Dog              | - Rufus Thomas - arr. Jerry Dammers             | 2:08 |
| A3. | Gangsters               | - Jerry Dammers - Cecil Campbell                | 2:47 |
| A4. | It's Up to You          | - Jerry Dammers - The Specials                  | 3:24 |
| A5. | Nite Klub               | - Jerry Dammers - The Specials                  | 3:22 |
| A6. | Doesn't Make It Alright | - Jerry Dammers - Dave Goldberg - Mark Harrison | 3:26 |
| A7. | Concrete Jungle         | Roddy Byers                                     | 3:18 |
| A8. | Too Hot                 | Cecil Campbell                                  | 3:10 |

| B1. | Monkey Man             | Toots Hibbert                                                     | 2:45 |
| B2. | (Dawning of A) New Era | Jerry Dammers                                                     | 2:25 |
| B3. | Blank Expression       | - Jerry Dammers - The Specials                                    | 2:43 |
| B4. | Stupid Marriage        | - Jerry Dammers - Mark Harrison - Neville Staple - Cecil Campbell | 3:50 |
| B5. | Too Much Too Young     | Jerry Dammers, acknowledgment to Lloyd Charmers                   | 6:06 |
| B6. | Little Bitch           | Jerry Dammers                                                     | 2:32 |
| B7. | You're Wondering Now   | Clement Seymour                                                   | 2:39 |

## Sources
- Site internet officiel du groupe The Specials